# Draaikolkschijfhoren
De draaikolkschijfhoren (Anisus vortex) is een slakkensoort uit de familie Planorbidae. De wetenschappelijke naam van de soort is gepubliceerd in 1758 door Carl Linnaeus in de tiende editie van Systema naturae. 

## Kenmerken
De schaal is slechts 0,8 tot 1,1 mm hoog en meet tot 9 mm in diameter. Het heeft maximaal 7 kransen. De bovenkant is bijna vlak, de onderkant is iets verzonken. De kransen zijn aan de bovenzijde vlak en slechts door een licht geprononceerde naad van elkaar gescheiden. Aan de andere kant zijn de kransen aan de onderzijde meer gebogen en van elkaar gescheiden door een duidelijke naad. Op de laatste krans wordt een hoge kiel gevormd. De dieren hebben een zeer korte, ronde voet en vrij lange, dunne voelsprieten.

## Levenswijze
In het voorjaar worden eieren ovale capsules gelegd, elk met een diameter van 4 mm. Deze paaicapsules bevatten doorgaans twee tot twaalf en soms zelfs twintig eieren. De ontwikkeling is sterk temperatuurafhankelijk en duurt ongeveer 11 dagen bij 18 °C.
De draaikolkschijfhoren leeft in langzaam stromend of stilstaand water op planten. Het voedt zich met rottende bladeren van waterplanten en algen. Ze schraapt brokken van het oppervlak. Het behoort tot de waterslakken die in zuurstofrijke wateren "water inademen" (de longen zijn gevuld met water), daardoor niet aan de oppervlakte komen en daardoor vaak lange tijd niet ontdekt worden.

## Voorkomen
De verspreiding van deze soort is van Europa over het Palearctisch gebied tot Siberië.
De soort komt voor in landen en op eilanden als:
- België
- Tsjechië
- Duitsland
- Groot-Brittannië
- Ierland
- Nederland
- Polen
- Slowakije

## Foto's

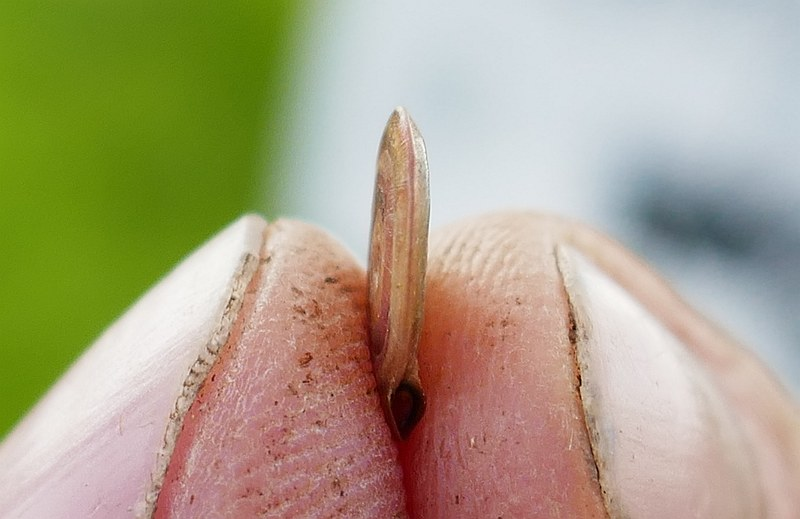
Zijaanzicht
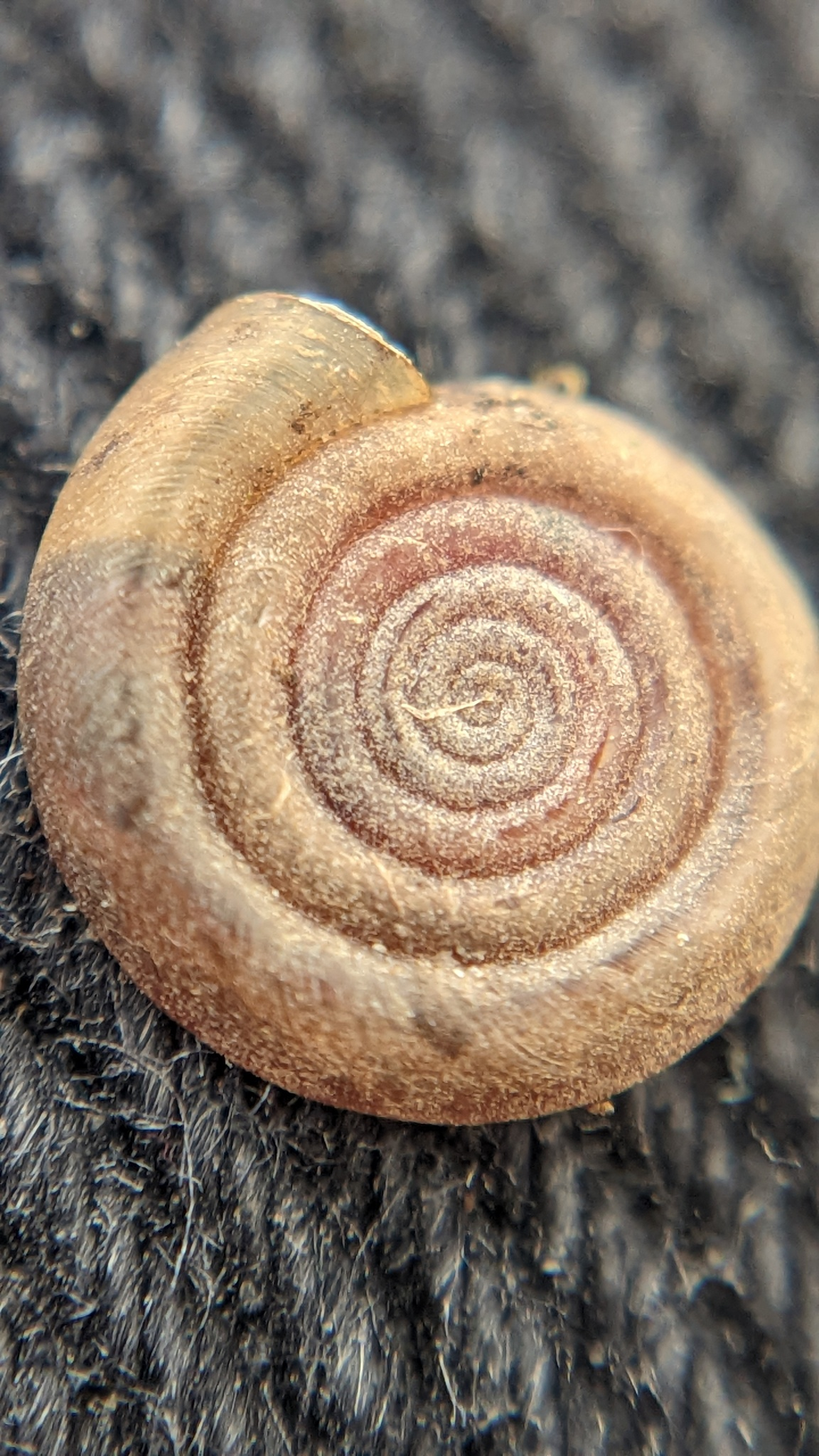
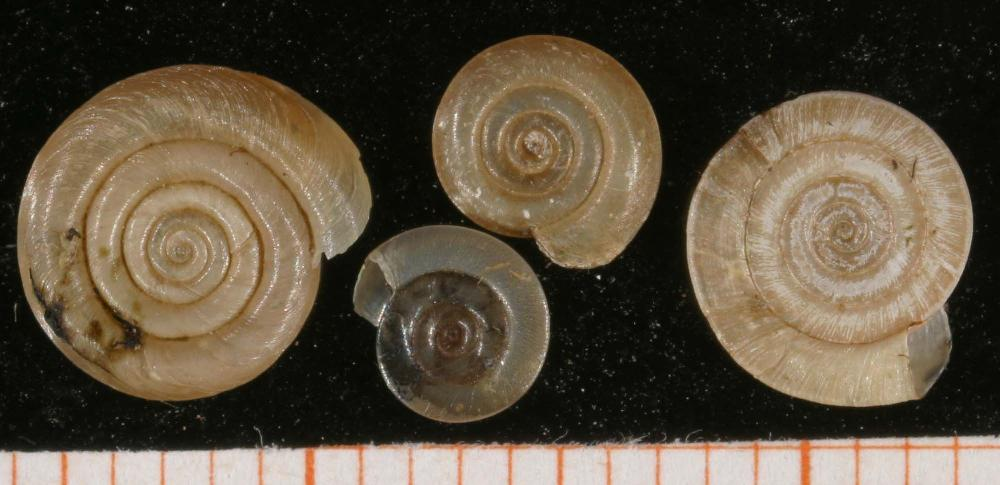